# Drapeau d'Amsterdam

Drapeau d'Amsterdam ...

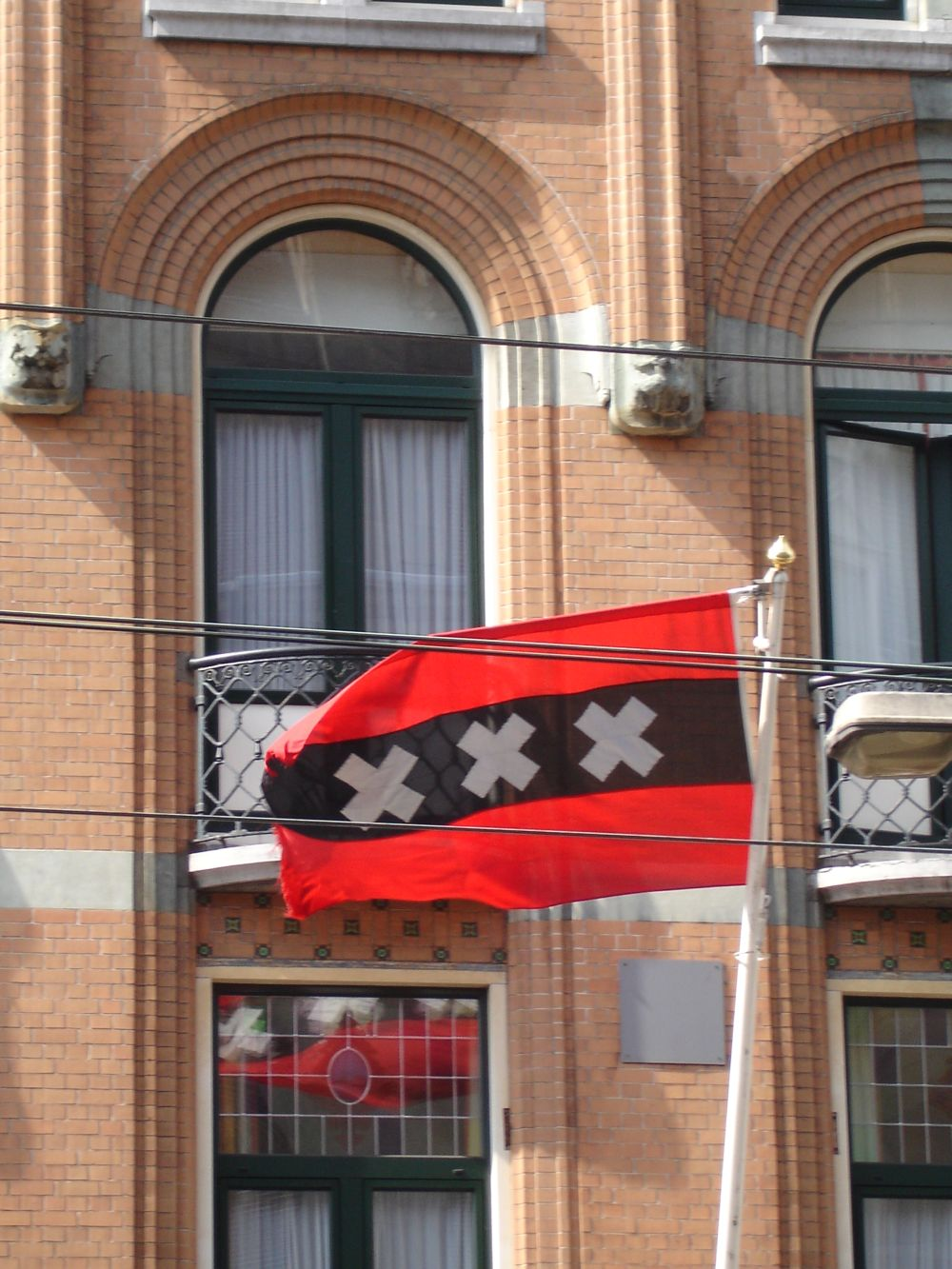
... ici déployé dans la ville.

Le drapeau d'Amsterdam est celui officiel de la ville d'Amsterdam, capitale des Pays-Bas. Le dessin actuel du drapeau représente trois croix de Saint-André et est basé sur l'écusson apparaissant sur les armoiries de la ville.

## Signification
Les couleurs du drapeau proviennent principalement des armoiries de la ville. Selon l'administration municipale, son origine pourrait remonter aux armoiries de la famille Persijn qui possédait autrefois une grande partie des terres qui font aujourd'hui partie de cette capitale. Ces couleurs et ces croix sont visibles sur les drapeaux d'Ouder-Amstel et d'Amstelveen.
La légende populaire racontant que les trois croix de Saint-André symbolisent une protection contre les trois fléaux que sont inondations, incendies et peste noire est improbable. En effet, l'utilisation des trois croix de Saint-André par des familles nobles de la région est antérieure à l'avènement de la peste noire en Europe.
Dans les armoiries de deux autres villes néerlandaises, Dordrecht et Delft , la bande médiane noire symbolise l’eau. Pour Amsterdam, cette bande noire devient de la sorte un symbole de la rivière / du fleuve Amstel. Cela pourrait expliquer pourquoi certaines sources avancent que ces trois croix représentent trois endroits ou il est possible de traverser le cours d'eau en question.

## Histoire
Le drapeau est officiellement adopté le 5 février 1975 mais il était déjà un symbole associé à la ville bien avant cette date, comme le prouve par exemple la couverture du programme des Jeux olympiques d'été de 1928. Avant son adoption officielle, un autre drapeau avec les armoiries de la ville au centre d’un drapeau tricolore rouge-blanc-noir était également utilisé. Dans l'histoire de la ville, d'autres dispositions des couleurs ont été utilisées. On a aussi pu avoir recours au drapeau national néerlandais rouge-blanc-bleu, auquel les trois croix étaient ajoutées sur la bande centrale blanche.
Le journaliste spécialiste en design Roman Mars estime en 2015 que ce drapeau est le plus « balèze » du monde et devrait être pris comme modèle et cité en exemple. Il souligne sa simplicité et le fait que la population se le soit approprié et l'utilise systématiquement.